# Людвиново (Брестская область)
Людвиново (бел. Людвінова) — деревня в Дрогичинском районе Брестской области Белоруссии, в составе Попинского сельсовета. Население — 47 человек (2019).

## География
Людвиново находится в 6 км к югу от Дрогичина. Вокруг села — сеть мелиоративных каналов со стоком в Ляховичский канал, а оттуда — в Днепровско-Бугский канал. Местные дороги ведут в окрестные деревни Попина и Ялочь. Ближайшая ж/д станция в Дрогичине (линия Брест — Пинск).

## История
Людвиново наиболее старое владение одной из линий рода Ожешко, принадлежало роду с XVII века. Административно Людвиново принадлежало Берестейскому воеводству Великого княжества Литовского.
После третьего раздела Речи Посполитой (1795 год) в составе Российской империи, принадлежало Гродненской губернии.
В 1845 году имением владел Феликс Ожешко, затем оно перешло его сыну Петру. В 1858 году его женой стала писательница Элиза Ожешко, переехавшая в Людвиново и проживавшая здесь вплоть до 1864 года.
Во время восстания 1863 года многие члены рода Ожешко принимали участие в восстании, муж Элизы Ожешко Пётр после подавления восстания был сослан в Пермскую губернию, а имение Людвиново конфисковано в российскую казну. Сама Элиза во время восстания помогала отряду Ромуальда Траугутта, передавала в отряд продукты питания, медикаменты и информацию о передвижении царских войск. После поражения восставших Элиза Ожешко спасла жизнь раненому Траугутту, вывезя его на своей карете в Брест, а затем в Варшаву.
Позднее Ожешко называла Людвиново «университетом своей жизни».
В 1867 году имение было продано с молотка, его новым владельцем стал Павел Иванович Канторов, который  построил в нем винокуренный завод на 15 тыс литров годового производства , от которого оно перешло  Николаю ПавловичуКанторову.
Согласно Рижскому мирному договору (1921) деревня вошла в состав межвоенной Польши, где принадлежала Дрогичинскому повету Полесского воеводства. Вплоть до начала Второй мировой войны имение принадлежало нескольким владельцам, которые выстроили здесь ряд вспомогательных построек. С 1939 года в составе БССР. После войны усадебный дом был разобран.

## Достопримечательности
- Усадьба Ожешко. От усадьбы сохранились лишь фрагменты парка и кирпичная хозяйственная постройка.
- Мемориальный камень Элизе Ожешко